# Il sentiero del lupo
(Lord Rimoah verso di te, prefazione)
Il sentiero del lupo (titolo originale Trail of the Wolf) è un librogame dello scrittore inglese Joe Dever, pubblicato nel 1997 a Londra dalla Red Fox Children's Books e tradotto in numerose lingue del mondo. È il venticinquesimo dei volumi pubblicati della saga Lupo Solitario. La prima edizione italiana, del 1997, fu a cura della Edizioni EL.
Questo libro è il quinto della serie, in cui il protagonista non è più il supremo maestro Ramas Lupo Solitario, ma uno dei suoi allievi del "Nuovo ordine": in queste avventure, è il lettore che deve scegliere il nome del proprio personaggio, o attraverso una combinazione di due nomi (estratti a sorte da due elenchi) oppure ideato direttamente dal lettore.

## Trama
Non appena hai fatto ritorno al monastero, ti metti in opera per preparare l'accoglienza all'esercito dei Ramas che avevano partecipato alla battaglia contro Lord Vandyan ed il regno di Eldenora.
Purtroppo, invece dell'intero battaglione dei tuoi confratelli, vedi arrivare Pioggia Dorata, una guida Ramas, il quale ti comunica una tremenda notizia: Lupo Solitario è stato rapito da una nebbia nera calata all'improvviso su di lui: capisci che si tratta di Zorkaan, il divora anime.
Immediatamente chiedi a Banedon ed Lord Rimoah di aiutarti a trovare il tuo maestro.
Lord Rimoah ti racconta di Xaol, un malvagio negromante al servizio di Naar: Xaol, grazie all'aiuto del Dio delle tenebre, è riuscito a soggiogare lo Zorkaan e lo ha inviato ad uccidere Lupo Solitario. Il piano è però fallito, ma è riuscito ugualmente a rapire il tuo maestro. Lo Zorkaan ha portato Lupo Solitario a Gazad Helkona, la città che fu presieduta dal Signor delle Tenebre Chlanzor.
Immediatamente vi mettete d'accordo sul piano di salvataggio: Banedon, con il Cloud Dancer, ti porterà nelle vicinanze della città, e da qui proseguirai da solo verso Gazad Helkona. Quando avrai liberato il tuo leader, Banedon arriverà con la nave volante e vi porterà in salvo.

## Edizione
- Joe Dever, Il sentiero del lupo, traduzione di Laura Pelaschiar McCourt, Collana Librogame, Edizioni EL, 1997,  cap. 350, ISBN 88-477-0020-5.